# Simulium buissoni
Simulium buissoni es una especie de insecto del género Simulium, familia Simuliidae, orden Diptera. Fue descrita por Roubaud, 1906.
Se encuentra en Nuku Hiva y Eiao, archipiélago de las Marquesas en Polinesia.